# سیارک ۵۶۱۳
سیارک ۵۶۱۳ (به انگلیسی: 5613 Donskoj، نامگذاری:1976YP1) پنج هزار و ششصد و سیزدهمین سیارک کشف شده‌است که در ۱۶ دسامبر ۱۹۷۶ کشف شد.
قدر مطلق سیارک برابر ۱۲٫۵۰ است.